# Le Retour du passé
Le Retour du passé è un film muto del 1916 diretto da Léonce Perret. Il film, interpretato da René Cresté e Fabienne Fabrèges, fu prodotto dalla Société des Etablissements L. Gaumont.

## Produzione
Il film fu prodotto dalla Société des Etablissements L. Gaumont.

## Distribuzione
Uscì in sala nel 1916.